# Edge (tidskrift)
Edge är en brittisk datorspelstidning som publiceras av Future Publishing och som utkommer med 13 nummer per år. Det första numret utkom i oktober 1993, till en kostnad av £3, och lanserades av datorspelsjournalisten Steve Jarratt. Tidskriftens hundrade nummer, som utkom i augusti 2001, hade en framsida med Mario och Luigi och var illustrerad av Shigeru Miyamoto. Nummer tvåhundra av Edge utkom i mars 2009 och upplagorna gavs ut med tvåhundra olika omslag. Edge betygsätter spel i sina recensioner med värden mellan 1 och 10, där det första spelet som fick en 10:a var Super Mario 64.